# Zhang Xiangxiang
Zhang Xiangxiang (chiń. upr. 张湘祥; chiń. trad. 張湘祥; pinyin Zhāng Xiāngxiáng; ur. 16 lipca 1983 w Longyan) – chiński sztangista, mistrz i brązowy medalista olimpijski.
Startuje w kategorii do 62 kg. Największym jego sukcesem jest złoty medal igrzysk olimpijskich 2008 w Pekinie i brąz osiem lat wcześniej w Sydney w kategorii do 56 kg.

## Osiągnięcia
| Rok  | Zawody               | Miasto | Miejsce | Kategoria | Wynik    |
| ---- | -------------------- | ------ | ------- | --------- | -------- |
| 2000 | Igrzyska Olimpijskie | Sydney | 3       | 56 kg     | 287,5 kg |
| 2008 | Igrzyska Olimpijskie | Pekin  | 1       | 62 kg     | 319 kg   |